# Margarete Schön
Margarete Schön, född 7 april 1895 i Magdeburg, Kejsardömet Tyskland, död 26 december 1985 i Berlin, var en tysk skådespelare. Schön är främst känd för sin huvudroll i Fritz Langs stumfilm Nibelungen från 1924. Hon medverkade totalt i lite mer än 70 filmer under åren 1918–1955.

## Filmografi, urval
- 1920 – Gyllene kronan
- 1924 – Nibelungen
- 1930 – Hokuspokus
- 1935 – Viktoria
- 1938 – Hon kommer inte till middagen
- 1944 – Skolans skräck
- 1945 – Brinnande hjärtan
- 1948 – Farligt vittne
- 1955 – Oberwachtmeister Borck